# Аяз, Ферхад
Ферхад Аяз (швед. Ferhad Ayaz; род. 10 октября 1994, Нусайбин, Мардин) — шведский футболист, полузащитник клуба «Браге».

## Клубная карьера
На юниорском уровне выступал за «Карлслунд» и «Кристинехамн». В 2012 году перешёл в «Дегерфорс», где и начал взрослую карьеру. 19 августа 2012 года провёл первую игру за основную команду клуба во втором раунде кубка страны против «Эргрюте», появившись на поле в середине второго тайма. 29 сентября того же года в матче с «Броммапойкарной» дебютировал в Суперэттане.
После сезона 2014 года контракт с полузащитником хотели заключить «Мальмё» и «Хеккен», но 18 декабря он подписал контракт с турецким «Газиантепспором». 31 января 2015 года Аяз дебютировал в чемпионате Турции во встрече с «Сивасспором», выйдя на замену на 72-й минуте вместо Мустафы Дурака. За год, проведённый в Турции принял участие в 20 играх, но забитыми мячами не отметился. В начале апреля 2016 года разорвал контракт с клубом и вернулся в Швецию, где тренировался с «Дегерфорсом».
В июле 2016 года присоединился к «Эребру», заключив соглашение. рассчитанное на три с половиной года. В составе клуба дебютировал в чемпионате Швеции в матче с «Фалькенбергом». В январе 2018 года заключил четырёхлетний контракт с «Далькурдом». Вместе с командой по итогам первого сезона вылетел в Суперэттан. В общей сложности провёл за клуб 34 матча и забил пять мячей.
26 июля 2019 года вернулся в «Дегерфорс» по полуторагодичному контракту. В 2020 году по итогам сезона клуб занял второе место в турнирной таблице и вышел в Алльсвенскан. В декабре того же года подписал с клубом новый однолетний контракт. Проведя за команду 14 матчей в чемпионате Швеции, по окончании трудового соглашения покинул клуб.
29 января 2022 года подписал контракт до конца сезона с боснийским «Борацом». 25 февраля дебютировал в местной Премьер-лиге в игре с «Широки-Бриегом». По окончании контракта вернулся в Швецию, где заключил контракт до конца 2023 года с «Браге».

## Карьера в сборной
19 марта 2013 года дебютировал за юношескую сборную Швеции в товарищеской игре с Шотландией. Аяз вышел в стартовом составе и на 62-й минуте был заменён на Мелькера Халльберга.
В ноябре 2014 года был вызван на тренировочный сбор шведской молодёжки. Первую игру в её составе провёл 18 ноября против Австрии, появившись на поле в середине второго тайма. Единственный мяч забил 9 октября 2015 года в отборочном матче чемпионату Европы в ворота сборной Эстонии.

## Личная жизнь
Родился в турецком Нусайбине. В пятилетнем возрасте вместе с семьей переехал в Швецию.

## Клубная статистика
| Выступление      | Выступление      | Выступление      | Лига | Лига | Кубки | Кубки | Конт. кубки | Конт. кубки | Итого | Итого |
| Клуб             | Лига             | Сезон            | Игры | Голы | Игры  | Голы  | Игры        | Голы        | Игры  | Голы  |
| ---------------- | ---------------- | ---------------- | ---- | ---- | ----- | ----- | ----------- | ----------- | ----- | ----- |
| Дегерфорс        | Суперэттан       | 2012             | 2    | 0    | 1     | 0     | 0           | 0           | 3     | 0     |
| Дегерфорс        | Суперэттан       | 2013             | 27   | 4    | 1     | 0     | 0           | 0           | 28    | 4     |
| Дегерфорс        | Суперэттан       | 2014             | 27   | 10   | 4     | 0     | 0           | 0           | 31    | 10    |
| Дегерфорс        | Итого            | Итого            | 56   | 14   | 6     | 0     | 0           | 0           | 62    | 14    |
| Газиантепспор    | Суперлига        | 2014/15          | 9    | 0    | 2     | 0     | 0           | 0           | 11    | 0     |
| Газиантепспор    | Суперлига        | 2015/16          | 3    | 0    | 6     | 0     | 0           | 0           | 9     | 0     |
| Газиантепспор    | Итого            | Итого            | 12   | 0    | 8     | 0     | 0           | 0           | 20    | 0     |
| Эребру           | Алльсвенскан     | 2016             | 10   | 1    | 0     | 0     | 0           | 0           | 10    | 1     |
| Эребру           | Алльсвенскан     | 2017             | 9    | 1    | 3     | 2     | 0           | 0           | 12    | 3     |
| Эребру           | Итого            | Итого            | 19   | 2    | 3     | 2     | 0           | 0           | 22    | 4     |
| Далькурд         | Алльсвенскан     | 2018             | 21   | 3    | 1     | 0     | 0           | 0           | 22    | 3     |
| Далькурд         | Суперэттан       | 2019             | 9    | 1    | 3     | 1     | 0           | 0           | 12    | 2     |
| Далькурд         | Итого            | Итого            | 30   | 4    | 4     | 1     | 0           | 0           | 34    | 5     |
| Дегерфорс        | Суперэттан       | 2019             | 12   | 2    | 1     | 0     | 0           | 0           | 13    | 2     |
| Дегерфорс        | Суперэттан       | 2020             | 24   | 2    | 1     | 0     | 0           | 0           | 25    | 2     |
| Дегерфорс        | Алльсвенскан     | 2021             | 14   | 1    | 5     | 0     | 0           | 0           | 19    | 1     |
| Дегерфорс        | Итого            | Итого            | 50   | 5    | 7     | 0     | 0           | 0           | 57    | 5     |
| Борац            | Премьер-лига     | 2022             | 10   | 2    | 0     | 0     | 0           | 0           | 10    | 2     |
| Борац            | Итого            | Итого            | 10   | 2    | 0     | 0     | 0           | 0           | 10    | 2     |
| Браге            | Суперэттан       | 2022             | 6    | 0    | 1     | 0     | 0           | 0           | 7     | 0     |
| Браге            | Итого            | Итого            | 6    | 0    | 1     | 0     | 0           | 0           | 7     | 0     |
| Всего за карьеру | Всего за карьеру | Всего за карьеру | 183  | 27   | 29    | 3     | 0           | 0           | 212   | 30    |